# Wereldbeker langlaufen 2008/2009
De wereldbeker langlaufen 2008/2009 (officieel: Viessmann FIS World Cup Cross-Country presented by Rauch) ging van start op 22 november 2008 in het Zweedse Gällivare en eindigde op 22 maart 2009 in het Zweedse Falun. De wereldbeker werd georganiseerd door de Fédération Internationale de Ski. Het was de 28e editie van de wereldbeker voor zowel mannen als vrouwen.
Het was een spannend seizoen, de beslissing in de algemene wereldbeker viel zowel bij de mannen als bij de vrouwen pas in de laatste wedstrijd. De Zwitser Dario Cologna en Poolse Justyna Kowalczyk verzekerden zich met hun zege in de wereldbekerfinale ook van de eindwinst in de algemene wereldbeker.
Het hoogtepunt van het seizoen waren de wereldkampioenschappen noords skiën 2009 die werden georganiseerd in het Tsjechische Liberec. De resultaten van de WK telden echter niet mee voor de wereldbeker.

## Mannen

### Resultaten
| Datum | Plaats                      | Discipline                            | Eerste                                                                               | Tweede                                                                   | Derde                                                                          |
| --- | --------------------------- | ------------------------------------- | ------------------------------------------------------------------------------------ | ------------------------------------------------------------------------ | ------------------------------------------------------------------------------ |
| 22/11/2008 | Gällivare                   | 15 km vrije stijl                     | Marcus Hellner                                                                       | Pietro Piller Cottrer                                                    | Petter Northug                                                                 |
| 23/11/2008 | Gällivare                   | 4 x 10 km estafette                   | Noorwegen Martin Johnsrud Sundby Eldar Rønning Tore Ruud Hofstad Petter Northug      | Zweden Daniel Richardsson Johan Olsson Rickard Andreasson Marcus Hellner | Duitsland Jens Filbrich Tobias Angerer Tom Reichelt Axel Teichmann             |
| |                             |                                       |                                                                                      |                                                                          |                                                                                |
| 29/11/2008 | Kuusamo                     | Sprint (klassieke stijl)              | Ola Vigen Hattestad                                                                  | Tor Arne Hetland                                                         | John Kristian Dahl                                                             |
| 30/11/2008 | Kuusamo                     | 15 km klassieke stijl                 | Martin Johnsrud Sundby                                                               | Lukáš Bauer                                                              | Sami Jauhojärvi                                                                |
| |                             |                                       |                                                                                      |                                                                          |                                                                                |
| 06/12/2008 | La Clusaz                   | 30 km vrije stijl (massastart)        | Petter Northug                                                                       | Dario Cologna                                                            | Aleksandr Legkov                                                               |
| 07/12/2008 | La Clusaz                   | 4 x 10 km estafette                   | Noorwegen Tor Arne Hetland Martin Johnsrud Sundby Tord Asle Gjerdalen Petter Northug | Zweden Daniel Richardsson Johan Olsson Anders Södergren Marcus Hellner   | Frankrijk Jean-Marc Gaillard Vincent Vittoz Maurice Manificat Emmanuel Jonnier |
| |                             |                                       |                                                                                      |                                                                          |                                                                                |
| 13/12/2008 | Davos                       | 15 km klassieke stijl                 | Johan Olsson                                                                         | Axel Teichmann                                                           | Sami Jauhojärvi                                                                |
| 14/12/2008 | Davos                       | Sprint (vrije stijl)                  | Ola Vigen Hattestad                                                                  | Johan Kjølstad                                                           | Renato Pasini                                                                  |
| |                             |                                       |                                                                                      |                                                                          |                                                                                |
| 20/12/2008 | Düsseldorf                  | Sprint (vrije stijl)                  | Ola Vigen Hattestad                                                                  | Tor Arne Hetland                                                         | Fabio Pasini                                                                   |
| 21/12/2008 | Düsseldorf                  | Teamsprint (vrije stijl)              | Noorwegen Tor Arne Hetland Ola Vigen Hattestad                                       | Zweden Björn Lind Thobias Fredriksson                                    | Rusland Aleksej Petoechov Nikolaj Morilov                                      |
| |                             |                                       |                                                                                      |                                                                          |                                                                                |
| Tour de Ski |                             |                                       |                                                                                      |                                                                          |                                                                                |
| 27/12/2008 | Oberhof                     | 3,75 km vrije stijl                   | Axel Teichmann                                                                       | Dario Cologna                                                            | Petter Northug                                                                 |
| 28/12/2008 | Oberhof                     | 15 km klassieke stijl (handicapstart) | Dario Cologna                                                                        | Axel Teichmann                                                           | Devon Kershaw                                                                  |
| 29/12/2008 | Praag                       | Sprint (vrije stijl)                  | Tor Arne Hetland                                                                     | Vasili Rotchev                                                           | Jean-Marc Gaillard                                                             |
| 31/12/2008 | Nové Město                  | 15 km klassieke stijl                 | Axel Teichmann                                                                       | Martin Johnsrud Sundby                                                   | Nikolay Chebotko                                                               |
| 01/01/2009 | Nové Město                  | Sprint (vrije stijl)                  | Petter Northug                                                                       | Tor Arne Hetland                                                         | Cristian Zorzi                                                                 |
| 03/01/2009 | Val di Fiemme               | 20 km klassieke stijl (massastart)    | Axel Teichmann                                                                       | Sami Jauhojärvi                                                          | Nikołaj Czebotko                                                               |
| 04/01/2009 | Val di Fiemme               | 10 km achtervolging (vrije stijl)     | Ivan Babikow                                                                         | Tom Reichelt                                                             | Giorgio Di Centa                                                               |
| Eindklassement Tour de Ski                                                                                         | Eindklassement Tour de Ski  | Eindklassement Tour de Ski            | Dario Cologna                                                                        | Petter Northug                                                           | Axel Teichmann                                                                 |
| |                             |                                       |                                                                                      |                                                                          |                                                                                |
| 16/01/2009 | Vancouver                   | Sprint (klassieke stijl)              | Emil Jönsson                                                                         | Ola Vigen Hattestad                                                      | Josef Wenzl                                                                    |
| 17/01/2009 | Vancouver                   | 15 km + 15 km dubbele achtervolging   | Pietro Piller Cottrer                                                                | Jean-Marc Gaillard                                                       | Valerio Checchi                                                                |
| 18/01/2009 | Vancouver                   | Teamsprint (vrije stijl)              | Zweden Robin Bryntesson Emil Jönsson                                                 | Italië Fabio Pasini Renato Pasini                                        | Canada George Grey Alex Harvey                                                 |
| |                             |                                       |                                                                                      |                                                                          |                                                                                |
| 24/01/2009 | Otepää                      | 15 km klassieke stijl                 | Lukáš Bauer                                                                          | Johan Olsson                                                             | Vincent Vittoz                                                                 |
| 25/01/2009 | Otepää                      | Sprint (klassieke stijl)              | Ola Vigen Hattestad                                                                  | Øystein Pettersen                                                        | Børre Næss                                                                     |
| |                             |                                       |                                                                                      |                                                                          |                                                                                |
| 30/01/2009 | Rybinsk                     | 15 km vrije stijl (massastart)        | Tobias Angerer                                                                       | Jean-Marc Gaillard                                                       | Sergej Dolidovitsj                                                             |
| 31/01/2009 | Rybinsk                     | Sprint (vrije stijl)                  | Renato Pasini                                                                        | Aleksej Petoechov                                                        | Anton Gafarov                                                                  |
| 01/02/2009 | Rybinsk                     | 15 km + 15 km dubbele achtervolging   |                                                                                      |                                                                          |                                                                                |
| |                             |                                       |                                                                                      |                                                                          |                                                                                |
| 13/02/2009 | Valdidentro                 | Sprint (vrije stijl)                  | Ola Vigen Hattestad                                                                  | Aleksej Petoechov                                                        | Emil Jönsson                                                                   |
| 14/02/2009 | Valdidentro                 | 15 km klassieke stijl                 | Anders Södergren                                                                     | Jens Arne Svartedal                                                      | Johan Olsson                                                                   |
| |                             |                                       |                                                                                      |                                                                          |                                                                                |
| 19 februari tot en met 1 maart: wereldkampioenschappen langlaufen 2009 in Liberec (telt niet mee voor wereldbeker) |                             |                                       |                                                                                      |                                                                          |                                                                                |
| |                             |                                       |                                                                                      |                                                                          |                                                                                |
| 07/03/2009 | Lahti                       | Sprint (vrije stijl)                  | Petter Northug                                                                       | Ola Vigen Hattestad                                                      | Nikolaj Morilov                                                                |
| 08/03/2009 | Lahti                       | 15 km vrije stijl                     | Aleksandr Legkov                                                                     | Pietro Piller Cottrer                                                    | Christian Hoffmann                                                             |
| |                             |                                       |                                                                                      |                                                                          |                                                                                |
| 12/03/2009 | Trondheim                   | Sprint (klassieke stijl)              | Ola Vigen Hattestad                                                                  | Petter Northug                                                           | John Kristian Dahl                                                             |
| 13/03/2009 | Trondheim                   | 50 km klassieke stijl (massastart)    | Sami Jauhojärvi                                                                      | Tobias Angerer                                                           | Alex Harvey                                                                    |
| |                             |                                       |                                                                                      |                                                                          |                                                                                |
| Wereldbekerfinale                                                                                                  |                             |                                       |                                                                                      |                                                                          |                                                                                |
| 18/03/2009 | Stockholm                   | Sprint (klassieke stijl)              | Johan Kjølstad                                                                       | John Kristian Dahl                                                       | Eldar Rønning                                                                  |
| 20/03/2009 | Falun                       | 3,3 km vrije stijl                    | Axel Teichmann                                                                       | Dario Cologna                                                            | Martin Koukal                                                                  |
| 21/03/2009 | Falun                       | 10 km + 10 km dubbele achtervolging   | Dario Cologna                                                                        | Marcus Hellner                                                           | Tobias Angerer                                                                 |
| 22/03/2009 | Falun                       | 15 km vrije stijl (handicapstart)     | Sergej Sjirjajev                                                                     | Vincent Vittoz                                                           | Juha Lallukka                                                                  |
| Eindstand wereldbekerfinale                                                                                        | Eindstand wereldbekerfinale | Eindstand wereldbekerfinale           | Dario Cologna                                                                        | Vincent Vittoz                                                           | Aleksandr Legkov                                                               |

### Eindstanden
| Algemene wereldbeker | Algemene wereldbeker  | Algemene wereldbeker | Algemene wereldbeker |
| #                    | Naam                  | Land                 | Punten               |
| -------------------- | --------------------- | -------------------- | -------------------- |
| 1                    | Dario Cologna         | SUI                  | 1.344                |
| 2                    | Petter Northug        | NOR                  | 1.217                |
| 3                    | Ola Vigen Hattestad   | NOR                  | 792                  |
| 4                    | Pietro Piller Cottrer | ITA                  | 774                  |
| 5                    | Sami Jauhojärvi       | FIN                  | 765                  |
| 6                    | Axel Teichmann        | GER                  | 724                  |
| 7                    | Jean-Marc Gaillard    | FRA                  | 669                  |
| 8                    | Giorgio Di Centa      | ITA                  | 646                  |
| 9                    | Lukáš Bauer           | CZE                  | 600                  |
| 10                   | Vincent Vittoz        | FRA                  | 583                  |

| Afstandswereldbeker | Afstandswereldbeker   | Afstandswereldbeker | Afstandswereldbeker |
| #                   | Naam                  | Land                | Punten              |
| ------------------- | --------------------- | ------------------- | ------------------- |
| 1                   | Pietro Piller Cottrer | ITA                 | 559                 |
| 2                   | Dario Cologna         | SUI                 | 539                 |
| 3                   | Petter Northug        | NOR                 | 489                 |
| 4                   | Sami Jauhojärvi       | FIN                 | 466                 |
| 5                   | Lukáš Bauer           | CZE                 | 460                 |
| 6                   | Axel Teichmann        | GER                 | 445                 |
| 7                   | Johan Olsson          | SWE                 | 432                 |
| 8                   | Alexander Legkov      | RUS                 | 407                 |
| 9                   | Tobias Angerer        | GER                 | 377                 |
| 10                  | Jean-Marc Gaillard    | FRA                 | 374                 |

| Sprintwereldbeker | Sprintwereldbeker   | Sprintwereldbeker | Sprintwereldbeker |
| #                 | Naam                | Land              | Punten            |
| ----------------- | ------------------- | ----------------- | ----------------- |
| 1                 | Ola Vigen Hattestad | NOR               | 792               |
| 2                 | Renato Pasini       | ITA               | 359               |
| 3                 | Tor Arne Hetland    | NOR               | 335               |
| 4                 | John Kristian Dahl  | NOR               | 326               |
| 5                 | Petter Northug      | NOR               | 308               |
| 6                 | Alexey Petukhov     | RUS               | 278               |
| 7                 | Emil Joensson       | SWE               | 272               |
| 8                 | Nikolay Morilov     | RUS               | 260               |
| 9                 | Dario Cologna       | SUI               | 205               |
| 10                | Nikita Kriukov      | RUS               | 203               |

## Vrouwen

### Resultaten
| Datum | Plaats                      | Discipline                            | Eerste                                                                             | Tweede                                                                        | Derde                                                                                             |
| --- | --------------------------- | ------------------------------------- | ---------------------------------------------------------------------------------- | ----------------------------------------------------------------------------- | ------------------------------------------------------------------------------------------------- |
| 22/11/2008 | Gällivare                   | 10 km vrije stijl                     | Charlotte Kalla                                                                    | Marit Bjørgen                                                                 | Aino-Kaisa Saarinen                                                                               |
| 23/11/2008 | Gällivare                   | 4 x 5 km estafette                    | Noorwegen Marit Bjørgen Therese Johaug Kristin Størmer Steira Marthe Kristoffersen | Finland Pirjo Muranen Virpi Kuitunen Aino-Kaisa Saarinen Riitta-Liisa Roponen | Zweden Jenny Hansson Britta Norgren Anna Haag Charlotte Kalla                                     |
| |                             |                                       |                                                                                    |                                                                               |                                                                                                   |
| 29/11/2008 | Kuusamo                     | Sprint (klassieke stijl)              | Petra Majdič                                                                       | Lina Andersson                                                                | Justyna Kowalczyk                                                                                 |
| 30/11/2008 | Kuusamo                     | 10 km klassieke stijl                 | Aino-Kaisa Saarinen                                                                | Virpi Kuitunen                                                                | Marit Bjørgen                                                                                     |
| |                             |                                       |                                                                                    |                                                                               |                                                                                                   |
| 06/12/2008 | La Clusaz                   | 15 km vrije stijl (massastart)        | Kristin Størmer Steira                                                             | Aino-Kaisa Saarinen                                                           | Therese Johaug                                                                                    |
| 07/12/2008 | La Clusaz                   | 4 x 5 km estafette                    | Finland Pirjo Muranen Virpi Kuitunen Riitta-Liisa Roponen Aino-Kaisa Saarinen      | Zweden Lina Andersson Sara Lindborg Anna Haag Charlotte Kalla                 | Noorwegen Kristin Mürer Stemland Therese Johaug Betty-Ann Bjerkreim Nilsen Kristin Størmer Steira |
| |                             |                                       |                                                                                    |                                                                               |                                                                                                   |
| 13/12/2008 | Davos                       | 10 km klassieke stijl                 | Virpi Kuitunen                                                                     | Aino-Kaisa Saarinen                                                           | Marit Bjørgen                                                                                     |
| 14/12/2008 | Davos                       | Sprint (vrije stijl)                  | Petra Majdič                                                                       | Celine Brun-Lie                                                               | Marit Bjørgen                                                                                     |
| |                             |                                       |                                                                                    |                                                                               |                                                                                                   |
| 20/12/2008 | Düsseldorf                  | Sprint (vrije stijl)                  | Petra Majdič                                                                       | Natalja Matvejeva                                                             | Maiken Caspersen Falla                                                                            |
| 21/12/2008 | Düsseldorf                  | Teamsprint (vrije stijl)              | Rusland Natalja Korosteleva Natalja Matvejeva                                      | Noorwegen Celine Brun-Lie Maiken Caspersen Falla                              | Duitsland Claudia Nystad Stefanie Böhler                                                          |
| |                             |                                       |                                                                                    |                                                                               |                                                                                                   |
| Tour de Ski |                             |                                       |                                                                                    |                                                                               |                                                                                                   |
| 27/12/2008 | Oberhof                     | 2,5 km vrije stijl                    | Claudia Nystad                                                                     | Arianna Follis                                                                | Justyna Kowalczyk Petra Majdič                                                                    |
| 28/12/2008 | Oberhof                     | 10 km klassieke stijl (handicapstart) | Virpi Kuitunen                                                                     | Marit Bjørgen                                                                 | Justyna Kowalczyk                                                                                 |
| 29/12/2008 | Praag                       | Sprint (vrije stijl)                  | Arianna Follis                                                                     | Aino-Kaisa Saarinen                                                           | Petra Majdič                                                                                      |
| 31/12/2008 | Nové Město                  | 15 km klassieke stijl                 | Virpi Kuitunen                                                                     | Aino-Kaisa Saarinen                                                           | Marit Bjørgen                                                                                     |
| 01/01/2009 | Nové Město                  | Sprint (vrije stijl)                  | Arianna Follis                                                                     | Petra Majdič                                                                  | Aino-Kaisa Saarinen                                                                               |
| 03/01/2009 | Val di Fiemme               | 10 km klassieke stijl (massastart)    | Virpi Kuitunen                                                                     | Petra Majdič                                                                  | Aino-Kaisa Saarinen                                                                               |
| 04/01/2009 | Val di Fiemme               | 9 km achtervolging (vrije stijl)      | Therese Johaug                                                                     | Kristin Størmer Steira                                                        | Valentyna Sjevtsjenko                                                                             |
| Eindklassement Tour de Ski                                                                                         | Eindklassement Tour de Ski  | Eindklassement Tour de Ski            | Virpi Kuitunen                                                                     | Aino-Kaisa Saarinen                                                           | Petra Majdič                                                                                      |
| |                             |                                       |                                                                                    |                                                                               |                                                                                                   |
| 16/01/2009 | Vancouver                   | Sprint (klassieke stijl)              | Alena Procházková                                                                  | Justyna Kowalczyk                                                             | Anna Olsson                                                                                       |
| 17/01/2009 | Vancouver                   | 7,5 km + 7,5 km dubbele achtervolging | Justyna Kowalczyk                                                                  | Marianna Longa                                                                | Arianna Follis                                                                                    |
| 18/01/2009 | Vancouver                   | Teamsprint (vrije stijl)              | Italië Magda Genuin Arianna Follis                                                 | Duitsland Nicole Fessel Stefanie Böhler                                       | Zweden Lina Andersson Anna Olsson                                                                 |
| |                             |                                       |                                                                                    |                                                                               |                                                                                                   |
| 24/01/2009 | Otepää                      | 10 km klassieke stijl                 | Justyna Kowalczyk                                                                  | Aino-Kaisa Saarinen                                                           | Virpi Kuitunen                                                                                    |
| 25/01/2009 | Otepää                      | Sprint (klassieke stijl)              | Petra Majdič                                                                       | Aino-Kaisa Saarinen                                                           | Virpi Kuitunen                                                                                    |
| |                             |                                       |                                                                                    |                                                                               |                                                                                                   |
| 30/01/2009 | Rybinsk                     | 10 km vrije stijl (massastart)        | Marianna Longa                                                                     | Arianna Follis                                                                | Stefanie Böhler                                                                                   |
| 31/01/2009 | Rybinsk                     | Sprint (vrije stijl)                  | Pirjo Muranen                                                                      | Arianna Follis                                                                | Magda Genuin                                                                                      |
| 01/02/2009 | Rybinsk                     | 7,5 km + 7,5 km dubbele achtervolging |                                                                                    |                                                                               |                                                                                                   |
| |                             |                                       |                                                                                    |                                                                               |                                                                                                   |
| 13/02/2009 | Valdidentro                 | Sprint (vrije stijl)                  | Petra Majdič                                                                       | Pirjo Muranen                                                                 | Magda Genuin                                                                                      |
| 14/02/2009 | Valdidentro                 | 15 km klassieke stijl                 | Justyna Kowalczyk                                                                  | Marianna Longa                                                                | Petra Majdič                                                                                      |
| |                             |                                       |                                                                                    |                                                                               |                                                                                                   |
| 19 februari tot en met 1 maart: wereldkampioenschappen langlaufen 2009 in Liberec (telt niet mee voor wereldbeker) |                             |                                       |                                                                                    |                                                                               |                                                                                                   |
| |                             |                                       |                                                                                    |                                                                               |                                                                                                   |
| 07/03/2009 | Lahti                       | Sprint (vrije stijl)                  | Petra Majdič                                                                       | Arianna Follis                                                                | Pirjo Muranen                                                                                     |
| 08/03/2009 | Lahti                       | 10 km vrije stijl                     | Justyna Kowalczyk                                                                  | Charlotte Kalla                                                               | Marthe Kristoffersen                                                                              |
| |                             |                                       |                                                                                    |                                                                               |                                                                                                   |
| 12/03/2009 | Trondheim                   | Sprint (klassieke stijl)              | Petra Majdič                                                                       | Alena Procházková                                                             | Justyna Kowalczyk                                                                                 |
| 13/03/2009 | Trondheim                   | 30 km klassieke stijl (massastart)    | Petra Majdič                                                                       | Justyna Kowalczyk                                                             | Masako Ishida                                                                                     |
| |                             |                                       |                                                                                    |                                                                               |                                                                                                   |
| Wereldbekerfinale                                                                                                  |                             |                                       |                                                                                    |                                                                               |                                                                                                   |
| 18/03/2009 | Stockholm                   | Sprint (klassieke stijl)              | Petra Majdič                                                                       | Aino-Kaisa Saarinen                                                           | Anna Olsson                                                                                       |
| 20/03/2009 | Falun                       | 2,5 km vrije stijl                    | Claudia Nystad                                                                     | Charlotte Kalla                                                               | Justyna Kowalczyk                                                                                 |
| 21/03/2009 | Falun                       | 5 km + 5 km dubbele achtervolging     | Riitta-Liisa Roponen                                                               | Therese Johaug                                                                | Justyna Kowalczyk                                                                                 |
| 22/03/2009 | Falun                       | 10 km vrije stijl (handicapstart)     | Kristin Størmer Steira                                                             | Therese Johaug                                                                | Marthe Kristoffersen                                                                              |
| Eindstand wereldbekerfinale                                                                                        | Eindstand wereldbekerfinale | Eindstand wereldbekerfinale           | Justyna Kowalczyk                                                                  | Therese Johaug                                                                | Charlotte Kalla                                                                                   |

### Eindstanden
| Algemene wereldbeker | Algemene wereldbeker   | Algemene wereldbeker | Algemene wereldbeker |
| #                    | Naam                   | Land                 | Punten               |
| -------------------- | ---------------------- | -------------------- | -------------------- |
| 1                    | Justyna Kowalczyk      | POL                  | 1.810                |
| 2                    | Petra Majdič           | SLO                  | 1.710                |
| 3                    | Aino-Kaisa Saarinen    | FIN                  | 1.463                |
| 4                    | Arianna Follis         | ITA                  | 1.135                |
| 5                    | Virpi Kuitunen         | FIN                  | 1.124                |
| 6                    | Marianna Longa         | ITA                  | 995                  |
| 7                    | Pirjo Muranen          | FIN                  | 989                  |
| 8                    | Therese Johaug         | NOR                  | 829                  |
| 9                    | Kristin Størmer Steira | NOR                  | 827                  |
| 10                   | Marit Bjørgen          | NOR                  | 708                  |

| Afstandswereldbeker | Afstandswereldbeker    | Afstandswereldbeker | Afstandswereldbeker |
| #                   | Naam                   | Land                | Punten              |
| ------------------- | ---------------------- | ------------------- | ------------------- |
| 1                   | Justyna Kowalczyk      | POL                 | 1.004               |
| 2                   | Aino-Kaisa Saarinen    | FIN                 | 706                 |
| 3                   | Marianna Longa         | ITA                 | 662                 |
| 4                   | Kristin Størmer Steira | NOR                 | 590                 |
| 5                   | Petra Majdič           | SLO                 | 551                 |
| 6                   | Virpi Kuitunen         | FIN                 | 525                 |
| 7                   | Therese Johaug         | NOR                 | 507                 |
| 8                   | Arianna Follis         | ITA                 | 490                 |
| 9                   | Marit Bjørgen          | NOR                 | 435                 |
| 10                  | Valentina Shevchenko   | UKR                 | 418                 |

| Sprintwereldbeker | Sprintwereldbeker   | Sprintwereldbeker | Sprintwereldbeker |
| #                 | Naam                | Land              | Punten            |
| ----------------- | ------------------- | ----------------- | ----------------- |
| 1                 | Petra Majdič        | SLO               | 875               |
| 2                 | Arianna Follis      | ITA               | 469               |
| 3                 | Pirjo Muranen       | FIN               | 461               |
| 4                 | Aino-Kaisa Saarinen | FIN               | 407               |
| 5                 | Justyna Kowalczyk   | POL               | 406               |
| 6                 | Alena Procházková   | SVK               | 353               |
| 7                 | Magda Genuin        | ITA               | 319               |
| 8                 | Natalya Matveyeva   | RUS               | 283               |
| 9                 | Anna Olsson         | SWE               | 256               |
| 10                | Celine Brun-Lie     | NOR               | 209               |

## Landenklassementen
| Algemeen | Algemeen    | Algemeen | Algemeen |
| #        | Land        | Punten   |          |
| -------- | ----------- | -------- | -------- |
| 1        | Noorwegen   | 9.334    |          |
| 2        | Finland     | 6.675    |          |
| 3        | Italië      | 6.413    |          |
| 4        | Rusland     | 6.197    |          |
| 5        | Zweden      | 4.920    |          |
| 6        | Duitsland   | 4.353    |          |
| 7        | Frankrijk   | 2.738    |          |
| 8        | Slovenië    | 2.032    |          |
| 9        | Zwitserland | 2.028    |          |
| 10       | Polen       | 1.954    |          |

| Mannen | Mannen      | Mannen | Mannen |
| #      | Land        | Punten |        |
| ------ | ----------- | ------ | ------ |
| 1      | Noorwegen   | 5.549  |        |
| 2      | Rusland     | 3.141  |        |
| 3      | Italië      | 3.116  |        |
| 4      | Zweden      | 2.322  |        |
| 5      | Duitsland   | 2.104  |        |
| 6      | Frankrijk   | 1.937  |        |
| 7      | Zwitserland | 1.815  |        |
| 8      | Finland     | 1.562  |        |
| 9      | Tsjechië    | 1.106  |        |
| 10     | Canada      | 1.051  |        |

| Vrouwen | Vrouwen   | Vrouwen | Vrouwen |
| #       | Land      | Punten  |         |
| ------- | --------- | ------- | ------- |
| 1       | Finland   | 5.113   |         |
| 2       | Noorwegen | 3.785   |         |
| 3       | Italië    | 3.297   |         |
| 4       | Rusland   | 3.056   |         |
| 5       | Zweden    | 2.598   |         |
| 6       | Duitsland | 2.249   |         |
| 7       | Slovenië  | 2.032   |         |
| 8       | Polen     | 1.883   |         |
| 9       | Frankrijk | 801     |         |
| 10      | Oekraïne  | 597     |         |